# Seifertita
La seifertita és un mineral de la classe dels minerals silicats, polimorf del quars. Va ser anomenada així en honor del Dr. Friedrich Seifert (1941), fundador del Geoinstitut de Bavària (Alemanya). Va ser aprovada per l'Associació Mineralògica Internacional l'any 2004.

## Característiques
La seifertita és el polimorf més dens i més dur de sílice trobat en la naturalesa fins ara, amb una estructura similar a la de l'alfa-PbO₂. Va ser trobada per primera vegada en el meteorit Shergotty, i des de llavors en diversos altres meteorits marcians. És estable només per sobre dels 780 kilobars de pressió, pel que en teoria es podria formar també en el mantell de la Terra a una profunditat més de 1.700 km.
Segons la classificació de Nickel-Strunz, la seifertita pertany a «04.D - Metall: Oxigen = 1:2 i similars, amb cations petits: família del sílice» juntament amb els següents minerals: quars, òpal, tridimita, cristobalita, moganita, melanoflogita, lechatelierita, coesita, stishovita i keatita.

## Formació i jaciments
Es troba en meteorits derivats de basalt marcià. Va ser trobada per primera vegada en el meteorit Shergotty, un meteorit de 5 kg que va caure el 25 d'agost de 1865 al Districte Gaya, Índia.